# 세븐킹덤의 기사
《세븐킹덤의 기사》(영어: A Knight of the Seven Kingdoms)는 HBO에서 2026년부터 방영 예정인 미국의 판타지 드라마이다. 드라마 《왕좌의 게임》 시리즈의 프리퀄 작품이다.